# Гонсало Игуаин
Гонса̀ло Хера̀рдо Игуаѝн (на испански: Gonzalo Gerardo Higuaín) е бивш аржентински футболист. Роден е на 10 декември 1987 г. в град Брест, Франция. Игуаин е известен с физиката си, способността си да шутира, прецизността на пасовете си и способността си да взима решения. Играе като нападател и дясно крило. Той е сребърен медалист от световното първенство в Бразилия през 2014 г. Може да играе еднакво добре и с двата крака. 
Брат му Федерико Игуаин е също футболист.

## Биография

### Ривър Плейт
Гонсало Игуаин е роден на 10 декември 1987 г. в Брест, Франция, където баща му играе след кариера в Бока Хуниорс и Ривър Плейт. Живее 10 месеца във Франция преди баща му да приеме работа в националния отбор по футбол на Аржентина.
Гонсало Игуаин е избран за най-добър млад играч на аржентинското първенство Апертура през 2006 г.  Вкарва 13 гола в 35 мача за Ривър Плейт, включително два решаващи в дербито срещу Бока Хуниорс.

### Реал Мадрид
Реал Мадрид купува Игуаин за 13 млн. евро като част от стратегията си да обнови състава, в който по това време има много играчи на над 30 години. Игуаин сключва 6,5-годишен договор (до юни 2013 г.).
Дебютира за клуба на 14 януари 2007 г. в мач срещу Сарагоса. Вкарва първия си гол за Реал Мадрид срещу Атлетико Мадрид на стадион Висенте Калдерон през сезон 2006/07. В първата си година в Реал Мадрид е критикуван за това, че стреля твърде често към вратата. Вкарва победния гол в мача срещу Еспаньол, който Реал Мадрид печели с 4:3.  Успява да пробие в първия състав на Реал Мадрид още през първия си сезон в клуба въпреки конкуренцията от страна на Кристиано Роналдо, Раул, Рууд ван Нистелрой, Ариен Робен, Рафаел ван дер Ваарт, Хавиер Савиола и Карим Бензема.

### Наполи
На 24 юли 2013 г. Игуаин приема офертата на Наполи и решава да стане техен играч за сумата от 37 млн. евро. На 27 юли официално подписва 5-годишен договор със заплата от 4,5 млн. евро на година.

### Ювентус
На 26 юли 2016 г. преминава в Ювентус срещу €90 млн. като това го прави най-скъпият трансфер между два италиански клуба. Игуаин твърди, че причината му за напускане на Наполи е президента Аурелио Де Лаурентис. При дебюта си за „старата госпожа“ на 20 август, отбелязва победния гол срещу Фиорентина за 2:1.

### Милан
От сезон 2018/19 играе под наем в Милан.

### Челси
През зимната пауза на сезон 2018/2019 Гонзало подписва договор с Челси под наем, завършвайки на 3-то място във Висшата Лига и спечелвайки Лига Европа.
Интер Маями
На 18 септември 2020 г. Игуаин подписа с американския клуб Интер Маями. При дебюта си Игуаин пропусна дузпа при загубата на Маями с 0-3 от Филаделфия Юниън. На 7 октомври Игуаин вкара първия си гол за Маями, късен свободен удар при победата им с 2:1 срещу Ню Йорк Ред Булс. Игуаин приключи своята кариера в края на сезон 2022, последният му мач беше в първия кръг на плейофите на MLS, завършил със загуба с 3-0 като гост от ФК Ню Йорк Сити.

## Национален отбор
Игуаин избира да играе за аржентинския национален отбор по футбол, вместо за френския.
Участва в четири мача от Световното първенство по футбол в ЮАР през 2010 г. с Аржентина (два в групите, осминафинал и четвъртфинал). Там той вкарва 4 гола. Отпада на четвъртфинал срещу Германия с унизителното 4:0.

## Статистика

### Клубна кариера
- Последна промяна: 30 май 2015

| Отбор             | Сезон   | Първенство | Първенство | Купа на страната | Купа на страната | Международни | Международни | Други  | Други  | Общо   | Общо   |
| Отбор             | Сезон   | Мачове     | Голове     | Мачове           | Голове           | Мачове       | Голове       | Мачове | Голове | Мачове | Голове |
| ----------------- | ------- | ---------- | ---------- | ---------------- | ---------------- | ------------ | ------------ | ------ | ------ | ------ | ------ |
| Ривър Плейт       | 2004/05 | 4          | 0          | 0                | 0                | 0            | 0            | –      | –      | 4      | 0      |
| Ривър Плейт       | 2005/06 | 14         | 6          | 0                | 0                | 4            | 2            | –      | –      | 18     | 8      |
| Ривър Плейт       | 2006/07 | 17         | 9          | 0                | 0                | 2            | 0            | 0      | 0      | 19     | 9      |
| Ривър Плейт       | Общо    | 35         | 15         | 0                | 0                | 6            | 2            | 0      | 0      | 41     | 17     |
| Реал Мадрид       | 2006/07 | 19         | 2          | 2                | 0                | 2            | 0            | –      | –      | 23     | 2      |
| Реал Мадрид       | 2007/08 | 25         | 8          | 4                | 1                | 5            | 0            | –      | –      | 34     | 9      |
| Реал Мадрид       | 2008/09 | 34         | 22         | 2                | 1                | 7            | 0            | 1      | 1      | 44     | 24     |
| Реал Мадрид       | 2009/10 | 32         | 27         | 1                | 0                | 7            | 2            | –      | –      | 40     | 29     |
| Реал Мадрид       | 2010/11 | 17         | 10         | 2                | 1                | 6            | 3            | –      | –      | 25     | 14     |
| Реал Мадрид       | 2011/12 | 35         | 22         | 5                | 1                | 12           | 3            | 2      | 0      | 54     | 26     |
| Реал Мадрид       | 2012/13 | 28         | 16         | 5                | 0                | 9            | 1            | 2      | 1      | 44     | 18     |
| Реал Мадрид       | Общо    | 190        | 107        | 21               | 4                | 48           | 9            | 5      | 2      | 264    | 122    |
| Наполи            | 2013/14 | 32         | 17         | 5                | 2                | 9            | 5            | –      | –      | 46     | 24     |
| Наполи            | 2014/15 | 37         | 18         | 4                | 1                | 14           | 8            | 1      | 2      | 56     | 29     |
| Наполи            | 2015/16 | 35         | 36         | 2                | 0                | 5            | 2            | 0      | 0      | 42     | 38     |
| Наполи            | Общо    | 104        | 71         | 11               | 3                | 30           | 15           | 1      | 2      | 146    | 91     |
| Ювентус           | 2016/17 | 38         | 24         | 67               | 22               | 32           | 353          | 86     | 59     | 70     | 290    |
| Общо за кариерата |         |            |            |                  |                  |              |              |        |        |        |        |

### Национален отбор
Информацията е актуална към 5 юли 2015 г.
| Национален отбор | Отбор       | Сезон | Мачове | Голове |
| ---------------- | ----------- | ----- | ------ | ------ |
| Аржентина        | Реал Мадрид | 2009  | 3      | 1      |
| Аржентина        | Реал Мадрид | 2010  | 10     | 6      |
| Аржентина        | Реал Мадрид | 2011  | 9      | 5      |
| Аржентина        | Реал Мадрид | 2012  | 8      | 4      |
| Аржентина        | Реал Мадрид | 2013  | 5      | 5      |
| Аржентина        | Наполи      | 2014  | 11     | 3      |
| Аржентина        | Наполи      | 2015  | 7      | 2      |
| Общо             | Общо        | Общо  | 52     | 25     |

## Успехи
Реал Мадрид
- Примера дивисион: (3) – 2006/07, 2007/08, 2011/12
- Купа на краля: (1) – 2011
- Суперкупа на Испания: (2) – 2008, 2012

 Наполи
- Купа на Италия: (1) – 2013/14
- Суперкупа на Италия: (1) – 2014

 Ювентус
- Купа на Италия: (2) – 2016/17, 2017/18
- Серия А (2) – 2017, 2018